# Rob Ruijgh
Rob Ruijgh (Heerlen, el 12 de noviembre de 1986) es un ciclista neerlandés que fue profesional entre 2005 y 2018. En 2010 debutó en la máxima categoría con el equipo Vacansoleil, equipo con el que permaneció hasta su desaparición en 2013.

## Palmarés
2005
- 1 etapa de la OZ Wielerweekend

2009
- 1 etapa de la Vuelta a Lieja

2014
- Memorial Philippe Van Coningsloo

2017
- Tour de Irán-Azerbaiyán

## Resultados en Grandes Vueltas
| Carrera | Carrera         | 2005 | 2006 | 2007 | 2008 | 2009 | 2010 | 2011 | 2012 | 2013 | 2014 | 2015 | 2016 | 2017 | 2018 |
| ------- | --------------- | ---- | ---- | ---- | ---- | ---- | ---- | ---- | ---- | ---- | ---- | ---- | ---- | ---- | ---- |
|         | Giro de Italia  | —    | —    | —    | —    | —    | —    | —    | —    | 54.º | —    | —    | —    | —    | —    |
|         | Tour de Francia | —    | —    | —    | —    | —    | —    | 20.º | Ab.  | —    | —    | —    | —    | —    | —    |
|         | Vuelta a España | —    | —    | —    | —    | —    | —    | —    | Ab.  | —    | —    | —    | —    | —    | —    |

—: no participa

Ab.: abandono

## Equipos
- Amuzza.com-Davo (2005)
- Rabobank Continental (2006-2007)
- Team Sparkasse (2008)
- Vacansoleil-DCM (2009[2] -2013)
- Vastgoedservice-Golden Palace Continental (2014-2016)
- Tarteletto-Isorex (2017-2018)